# フィリス・スパイラ

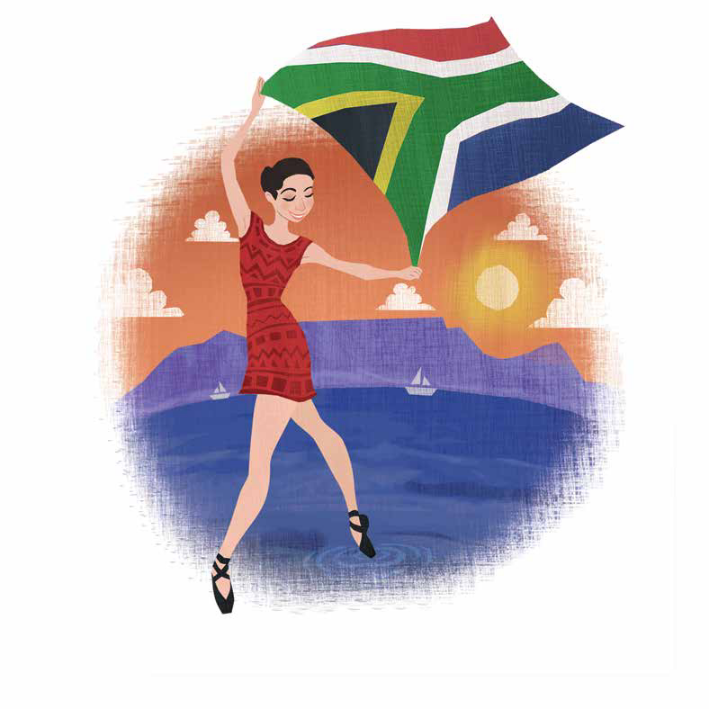
スパイラの生涯を描いた本「ダンサーの物語（A Dancer's Tale）」の扉絵。

フィリス・スパイラ（Phyllis Spira、1943年10月18日– 2008年3月11日）は、南アフリカのバレエダンサーである。イギリスのロイヤル・バレエ団でデビューした後に南アフリカに戻り、ケープタウンのCAPABバレエ（現ケープタウン・シティ・バレエ団）のプリマ・バレリーナとして28年間に渡って活躍した。1984年に、南アフリカ史上初（そして現在までで唯一）のプリマ・バレリーナ・アッソルータに任じられた。

## 幼少期
ヨハネスブルグ郊外のオレンジ・グローブに、労働者階級の父ラザールと母ファニー・ポーリーンの第二子・長女として生まれる。4歳のときからバレエ教室に通っていたが、このとき既にその才能の片鱗を示していた。オレンジ・グローブ小学校とウェイバリー女子高校で教育を受けたが、ここでも課外活動でバレエとアイステッズヴォドのトレーニングを行っていた。15歳のときにバレエ教師からその並外れた才能を認められ、ダンスのトレーニングに専念するため10年生の終わりをもって退学することを正式に許可された。その後すぐにロンドンのロイヤル・バレエ学校に通うチャンスが巡ってきた。両親は10代の娘を一人で外国の大都市に行かせることを心配したが、スパイラはそのチャンスを掴んで渡英した。
1959年5月にロンドンに到着したスパイラは、16歳でロイヤル・バレエ学校に入学した。その素質はすぐに認められることになり、ロイヤル・バレエ団およびロイヤル・バレエ学校の創設者にして芸術監督であったニネット・ド・ヴァロアからアリシア・マルコワに比して「ベイビー・マルコワ」と呼ばれた。スパイラは奨学金を与えられ、ロイヤル・バレエ学校で学ぶうちにたちまちその才能を開花させた。わずか数ヶ月後にはコヴェント・ガーデンでの『白鳥の湖』の公演において第1幕のパ・ド・トロワ、第2幕・第4幕の白鳥、第3幕のナポリの踊りでデビューを飾った。そのあとすぐにロイヤル・バレエ団ツーリング・カンパニーへの入団をオファーされた。このときスパイラは17歳であった。

## プロとして
イギリスで高い評価を受けたことで、後に「南アフリカで誰もが認めるバレエの女王」となるスパイラのキャリアが始まった。

### イギリス
1960年から1963年までの3年間、ロイヤル・バレエ団ツアー・カンパニーに在籍した。1961年にソリストに昇進し、イギリスだけでなく欧州、スカンジナビア半島、中東、さらには極東と世界中で公演を行い、イギリスと日本のテレビにもしばしば出演した。特にフレデリック・アシュトンの『Les Rendezvous』やケネス・マクミランの『ダンス・コンセルタント』のパ・ド・トロワ、ジョン・クランコの『Pineapple Poll』のタイトル・ロール、アラン・カーターの『トッカータ』のフィリスなど注目される役柄を演じた。特に『トッカータ』のフィリス役は、スパイラのために作られた役であった。将来を嘱望されていたが、スパイラ自身の望郷の念が強く、1964年に南アフリカに帰国することを決意した。

### 南アフリカ
1963年、南アフリカ政府は4州にそれぞれ1つずつ、合計4つの職業バレエ団を設立した。その中でも、最も活動が活発であったのは、ヨハネスブルグのトランスバール舞台芸術評議会（Performing Arts Counsil of the Transvaal）から名前を採ったPACTバレエと、ケープタウンのケープ舞台芸術委員会（Cape Performing Arts Board）から名前を採ったCAPABバレエの2つであった。帰国したスパイラは、結成間もないフェイス・デ・ヴィリエ率いるPACTバレエに入団した。PACTバレエでは『白鳥の湖』、『ジゼル』、『シルヴィア』、そして『くるみ割り人形』で主役を演じたが、給与について争いが起きたためにパートナーを組む機会が多かったゲイリー・バーンと共にPACTバレエを退団した。
スパイラとバーンは1965年にプリンシパルとしてCAPABバレエに入団した。1967年から1968年にかけて一時的に退団し、セリア・フランカ率いるカナダ国立バレエ団に参加すべくトロントに移った。カナダ国立バレエ団で北米ツアーを行った後、1968年の終わりに南アフリカに戻ってCAPABバレエに復帰した。バーンが1971年に退団するまで、スパイラとバーンのパートナーシップは人気を集めていた。その後、引退するまでの17年間に渡ってエドゥアルト・グレイリングとパートナーシップを組んだ。
スパイラのレパートリーは、『レ・シルフィード』のように叙情的なものから『ロメオとジュリエット』のようにドラマチックなもの、さらには『ドン・キホーテ』のように技術的な見せ場の多いものまで、多岐に渡った。スパイラは音楽性、演劇性、そしてユーモアのセンスを持ち合わせ、まったく異なる役柄を極めて精密に解釈することができた。スパイラはド・ヴァロアの『放蕩者のなりゆき』で裏切られた婚約者役、アシュトンの『二羽の鳩』で少女役を演じ、ハンス・ブレナが演出したブルノンヴィルの『ラ・シルフィード』ではタイトル・ロールを踊っている。かつてパートナーを組んだバーンがスパイラのために振付した作品としては、ハチャトゥリアンの音楽に振り付けた『The Doves』（1966年）やハリー・パーチの音楽に振り付けた『The Birthday of the Infanta』（1971年）などがある。CAPABバレエの芸術監督であったデヴィッド・プールもスパイラのために振り付けたり、スパイラに主役を配役した。スパイラはクラシック・バレエのみならずスパニッシュ・ダンスの才能もあり、マリナ・キートがマヌエル・デ・ファリャの有名な楽曲に振り付けた『三角帽子』（1966年）やフランシスコ・ゲレーロの音楽に振り付けた『Fiesta Manchega』（1973年）に出演している。1971年にヴェロニカ・ペーパーがエルネスト・ブロッホの音楽に振り付けた『洗礼者ヨハネ（John the Baptist）』ではサロメ役を踊り、1976年にアルフレッド・ロドリゲスがチェティン・イシコズルの音楽に振り付けた『Judith』ではタイトル・ロールを演じている。
スパイラは、そのキャリアにおいて常にアリシア・マルコワと比較された。ダンス誌 Dance and Dancers の編集者ピーター・ウィリアムスは、「スパイラは不思議なことにフォンテインの雰囲気を持ちながらもマルコワに似ていたが、アプローチの仕方は独自のものだった」と書いている。スパイラを「葦のように細く小さく、幼い顔立ちに大きな目が目立つ」と評したニューヨーク・タイムズの記者も、やはりマルコワに例えて「古典的なラインの純粋さとスタイルの繊細さが、鋼鉄の如きテクニックと結びついている」と書いている。1988年までCAPABバレエを牽引し続けたが、同年の新演出の『ジゼル』の初日に負傷してダンサーとしてのキャリアを終えた。

## 栄誉と賞
スパイラはその長いキャリアの中で数々の栄誉に浴した。ネダーバーグ・バレエ賞を2回受賞した他、1979年にリリアン・ソロモン賞、さらにケープ州ベラルテ・ウーマン・オブ・ザ・イヤー賞を受賞した。1984年には、南アフリカ共和国大統領からバレリーナとして最高位の栄誉でごく限られた者にしか授けられていないプリマ・バレリーナ・アッソルータに任じられた。加えて、南アフリカにおいて民間人に与えられる最高位の栄典である功労勲章金章を授与された。2000年には生涯に渡る舞台芸術への貢献に対し、ケープ・ターセンテナリー財団からモルテノ・メダルを授与された。2003年にはバレエへの献身と恵まれない地域でのバレエの発展に尽くした功績により、西ケープ州からディサ勲章メンバー章を授与された

## その後の人生
1988年に舞台を去ったが、1999年までCAPABバレエの首席バレエミストレスを務め、その間にCAPABバレエはケープタウン・シティ・バレエ団に改称された。1986年にCAPABバレエの元ダンサー、フィリップ・ボイドと結婚したが、子供には恵まれなかったため夫婦ともにコミュニティでの活動に精力を傾けた。夫とともにデビッド・プール・トラスト・ユース・トレーニング・プログラムの責任者に任命され、その数年前にプールが始めたダンス・フォー・オール・プログラムの運営に携わった。これは、同国のアパルトヘイトにより作られた、白人以外の町に住む恵まれない子供たちをダンスに触れさせるために立ち上げられたもので、ケープタウンの市境にあるググレツ、ニャンガ、カエリチャや、内陸部の辺境にあるバリーデールやモンタギューで活動した。このプログラムにより毎年700人以上の子供たちにダンスを届けた。
スパイラは2007年8月にロンドンで足を負傷し、何度か両足の手術を受けた。合併症のため再手術をしたが回復せず、ケープタウンの病院で64歳で亡くなった。